# 奔跑舞
奔跑舞（英語：Running Man）源自於非洲舞蹈，是街舞的一種，起源於1986年－1987年之間。

## 歷史
2016年在美國的一個喜劇動作視頻「奔跑舞挑戰」成為網路爆紅短片，挑戰者需配合1996年的歌曲《My Boo》跳奔跑舞。其中，紐西蘭警局所上傳網路的自拍短片，並點名要其他國家的警察跟進拍攝，獲得美國、澳洲、英國的警察相繼回應挑戰活動。